# Gátova
Gátova è un comune spagnolo di 471 abitanti situato nella comunità autonoma Valenciana.
Nel 1996 il comune è passato dalla provincia di Castellón all'attuale provincia di Valencia.